# Hochzinödl
Der Hochzinödl (auch Zinödl) ist ein 2191 m ü. A. hoher Berg in den Ennstaler Alpen.
Am Fuß des Bergs liegt die Hesshütte des ÖAV.